# Marchantia fargesiana
Marchantia fargesiana là một loài Rêu trong họ Marchantiaceae. Loài này được Stephani mô tả khoa học đầu tiên năm 1899.